# HMS Sheffield (D80)
HMS Sheffield var det andet skib i Royal Navy navngivet efter den engelske by Sheffield i Yorkshire. Skibet var en Type 42 destroyer og blev køllagt ved Vickers Shipbuilding and Engineering i Barrow-in-Furness den 15. januar 1970. Skibet blev søsat den 10. juni 1971 under overværelse af dronning Elizabeth II den 10. juni 1971 og hejste kommando den 16. februar 1975.
En eksplosion under konstruktionen dræbte to værftsarbejdere og beskadigede en del af skroget, som blev erstattet af en sektion fra et identisk skib, ARA Hércules. Hércules på denne tid under konstruktion for Argentinas flåde. Sheffield var det første skib i sin klasse og flåden brugte en stor del af skibets første år med at teste det nye "Sea Dart" missilsystem, primært fordi det skib der ellers skulle fungere som testplatform for missilsystemet havde store problemer med fremdrivningssystemet og blev plaget af flere ildebrande der holde skibet ude af aktiv tjeneste i det meste af 1970'erne. Først i 1980 blev Sea Dart-systemet fuldt operativt og skibets EK-system, Abbey Hill, blev installeret. Under Falklandskrigen blev skibet beordret til Falklandsøerne som en del af Task Force 317. Skibet blev under krigen ramt af et AM.39 Exocet sømålsmissil affyret fra et argentinsk Super Étendard kampfly den 4. maj 1982 og sank efterfølgende den 10. maj 1982.

## Sænkningen af HMS Sheffield
Sheffield blev først identificeret af et argentinsk Lockheed SP-2H Neptune (2-P-112) maritimt patruljefly klokken 07:50 den 4. maj 1982. Neptune-flyet overvågede de britiske skibe og bekræftede Sheffields position igen klokken 08:14 og 08:43. To argentinske Super Étendards, begge bevæbnet med AM.39 Exocet sømålsmissiler, lettede fra flyvestationen i Río Grande klokken 09:45. De mødtes med en KC-130H Hercules klokken 10 for at foretage lufttankning. De to fly var 3-A-202, fløjet af piloten Capitán de Fragata (Kommandørkaptajn og leder af missionen) Augusto Bedacarratz og 3-A-203, som blev fløjet af "Teniente" (løjtnant) Armando Mayora.
Klokken 10:35, steg Neptune-flyet til en flyvehøjde på 1170 meter og detekterede en enkelt større og to mellemstore kontakter på positionen 52°33′55″S 57°40′55″V / 52.56528°S 57.68194°V. Et par minutter senere videregav patruljeflyet denne information til de to Super Etendards. De to kampfly fløj meget lavt, men klokken 10:50 steg begge fly til cirka 160 meter for at identificere målet ved hjælp af radar. Målet blev ikke fundet. 25 kilometer senere forsøgte de igen og nu lykkedes det at erkende et mål på radarsystemerne.
Begge piloter foretog måludpegning på deres våbensystemer og dykkede til en lav flyvehøjde igen. Klokken 11:04 affyrede flyene deres sømålsmissiler mod målet på en afstand af cirka 30 kilometer. Super Étendard flyene mødtes ikke med tankflyet igen og landede på flyvestationen igen klokken 12:04. Foruden tankflyet og de to Super Étendards benyttede man også en Learjet 35 som lokkedue såvel som to IAI Daggers som eskorte for KC-130 tankflyet.
Omkring klokken 10:00 den 4. maj, var Sheffield i 2. beredskabsgrad og var en af tre Type 42 destroyere der var sendt foran hovedstyrken som en fremskudt ASW-enhed (picket) sydøst for Falklandsøerne. På nogle enheder (inklusiv Sheffield) anså man truslen fra argentinske undervandsbåde som større end truslen fra fjendens fly. Efter sænkningen af ARA General Belgrano beordrede skibschefen, kommandør Salt, at Sheffield skulle sejle i et zig-zag mønster med kursskift hvert 90. sekunder for at imødegå potentielle argentinske undervandsbåde. Radaroperatørerne ombord på Sheffield havde svært ved at skelne mellem det sømålsmissilbærende Super Etendard fra Mirage-kampflyet. HMS Glasgow (D88) som var i en højere beredskabsgrad detekterede de to Super Etendard fly på sin luftvarslingsradar på 75 kilometers (40 sømil) afstand og udsendte med det samme kodeordet "Handbrake" (håndbremse) på UHF og HF til alle skibe i styrken. Om bord på Sheffield havde man anset truslen fra Exocet-missiler som overvurderet i løbet af de sidste par dage og anså dette for endnu en falsk alarm (det samme gjorde hangarskibet HMS Invincible, R05). Tilsyneladende observerede Sheffield ikke de indkomne fly og missiler, hverken på radar eller på ES-system. HMS Glasgow sendte aldrig deres kontakter via datalink og HMS Sheffield nåede aldrig at reagere på en hensigtsmæssig måde såsom at gå i klart skib, affyre chaff, klargøre skibets kanon og Sea Dart-missiler eller overhovedet informere skibets chef.
Da Sheffield endelig erkendte missilerne på sin type 965 luftvarslingsradarsystemet (en midlertidig løsning indtil den mere avancerede Type 1022 radar kunne blive installeret) blev bemandingen ved ildledelsessystemet blev adviseret af den taktiske officer og forsøgte at låse på målene. Sheffield rådede ikke over en radarjammer eller andet kritisk jammingudstyr. Skibet nåede ikke at gå op i beredskabsgrad eller klart skib, ej heller at klargøre våbnene eller missilvildledningssystemerne til affyring. Briterne havde, mod forventning, ikke opfanget affyringsplatformen på radar og det var ikke før man visuelt observerede udstødningsrøgen fra missilerne af man erkendte situationens alvor. Fem sekunder senere ramte et Exocet-missil skibet midtskibs, cirka 2,5 meter over vandlinjen på dæk 2 hvor det skabte et stort indgangshul i skroget. Det andet missil styrtede i havet en lille kilometer fra skibet.
Fra den britiske ekspeditionsstyrkes flagskib, HMS Herme, sendte man straks eskorteenhederne HMS Arrow og HMS Yarmouth samt en helikoter til assistance. Forvirringen var totalt indtil Lynx-helikopteren fra HMS Sheffield landede om bord på Hermed med den taktiske luftofficer og operationsofficeren som kunne bekræfte angrebet.
Erkendelsen af det manglende varsel om angrebet og at man ikke havde tid til at manøvrere skibet i forhold til truslen betød en ændring af den britiske doktrin på området. Ethvert britisk krigsskib som kunne formode at være under et missilangreb skulle dreje skibet mod truslen, accelerere til maksimal hastighed og affyre dets missilvildledningssystemer. Kodeordet til at starte denne procedure var "hand brake" (dansk: håndbremse) som skulle udsendes på styrkens radiokanaler hvis skibene opfangede signalerne fra Super Étendardens Agave-radar.
Den første undersøgelseskommission nedsat af det britiske forsvarsministerium vedrørende sænkningen af Sheffield konkluderede ud fra det tilrådighedværende materiale at missilets sprænghoved ikke detonerede. Dog anså dele af besætningen og flådestyrken det som sandsynligt at missilets 165 kg sprængstof havde detoneret. Denne antagelse blev understøttet af en ny undersøgelseskommission som fremlagde sin konklusion i 2015. I et dokument offentliggjort i juni 2015 konkluderede kommissionen ved hjælp af moderne analyseværktøjer og ved at sammenligne med tests af lignende missiler at sprænghovedet.
Da missilet ramte skibet satte raketmotoren skibet i brand. Enkelte kilder mener at den første eksplosion ødelagde skibets strømforsyning, men faktisk var det kun enkelte områder af skibet som blev mørklagt og ventilationen blev afbrudt. Anslaget ødelagde også en del af vandsystemet, hvorfor flere brandslukningssystemer ikke kunne fungere effektivt. Undersøgelseskommissionen havde identificeret flere kritiske punkter der førte til tabet af Sheffield:
- Den manglende reaktion på HMS Glasgows detektion og melding på de indkommende Super Etendards som burde have udløst et "klart skib" og aktivering af skibets Chaff-system[6]
- Mangel på et jamming-system.
- Mangel på et CIWS;
- Utilstrækkelig træning af radaroperatører, især i målfatning af lavtflyvende mål.

Den langsomme reaktion fra ildledningsradaren og dennes operatør gjorde det svært at reagere korrekt. Brandens spredning blev ikke standset grundet tilstedeværelsen af brandbart materiale og fraværet af røggrænser. Der blev ikke peget fingre af skibschefens håndtering af situationen igennem de fire timers brandbekæmpelse, ej heller hans beslutning om at gå i redningsbådene da branden nærmede sig missilmagasinerne.
Mens Sheffields besætning ventede på at blive reddet sang Sub-lieutenant Carrington-Wood for mens besætningen sang "Always Look on the Bright Side of Life" fra Monty Pythons Life of Brian.
Fra den 4. maj 1982 og seks dage frem foretog man seks inspektioner for at se om noget udstyr kunne bjærges. Man besluttede at forsegle hullet i skibets styrbord side og slæbe skibet til South Georgia. Før man kunne nå at lukke hullet ordentligt var fregatten Yarmouth allerede begyndt at slæbe det beskadigede skib. Slæbningen af skibet i åbent hav betød at en kontinuerlig og langsom vandfyldning igennem hullet i skibets side og betød at skibet til sidst sank. Skibet sank på position 53°04′S 56°56′V / 53.067°S 56.933°V den 10. maj 1982, og blev dermed der første britiske krigsskib tabt i kamp siden 2. verdenskrig. I alt 20 besætningsmedlemmer døde som et resultat af angrebet. Vraget er nu betegnet som en krigsgrav og er dermed beskyttet af gravfreden.
Sænkningen af Sheffield bliver nogle gange tilskrevet at skibets aptering var bygget helt eller delvist af aluminium, som har et smelte- og antændingspunkt væsentlig lavere end stål. Denne antagelse er dog forkert da Sheffields aptering var bygget af stål. Forvirringen kan spores til 1970'erne hvor Royal Navy og US Navy oplevede ildebrande på henholdsvis USS Belknap og HMS Amazon samt andre skibe som var bygget med en overbygning af aluminium. USS Belknap var det første skib i Belknap-klassen og Amazon var den første fregat i Amazon-klassen. Sænkningen af HMS Antelope og HMS Ardent som begge var bygget med aluminiumsoverbygningen kan have givet støtte til denne antagelse, men det er dog også forkert da sænkningen af skibene ikke havde noget at gøre med deres aluminiumsoverbygninger.
En saneret version af den officielle undersøgelse af sænkningen af Sheffield blev offentliggjort i 2006 hvori der blev rettet en kritik af skibets brandbekæmpelsessystem, træning, procedurer samt af enkelte besætningsmedlemmer. I 2017 blev de hidtidigt hemmeligholdte dele af undersøgelsen afklassificeret og offentliggjort. De nye informationer viste at et antal forskellige faktorer betød at skibet var helt uforberedt på et angreb, blandt andet havde to officerer havde forsømt deres pligter om bord.

## Skibschefer
- 1973–75: KD Robin Heath
- 1975–76: KD Michael Prest
- 1976–78: KD John Woodward
- 1978–79: KD Christopher Argles
- 1979–82: KD Peter Erskine
- 1982: KD James Salt